# Asparaginază
Asparaginaza (EC 3.5.1.1) este o enzimă utilizată ca agent chimioterapic, mai exact în tratamentul unor cancere. Căile de administrare disponibile sunt cea intravenoasă și cea intramusculară.
Molecula a fost aprobată pentru uz medical în Statele Unite ale Americii în anul 1978. Se află pe lista medicamentelor esențiale ale Organizației Mondiale a Sănătății. Este de obicei extrasă din Escherichia coli sau Erwinia chrysanthemi.

## Utilizări medicale
Asparaginaza este utilizată în tratamentul următoarelor forme de cancer:
- leucemie limfoblastică acută (LLA)
- leucemie mieloidă acută (LMA)
- limfoame non-Hodgkin